# 徐桥镇
徐桥镇，是中华人民共和国安徽省安庆市太湖县下辖的一个乡镇级行政单位。

## 概况
太湖县徐桥镇始建于清咸丰年初，已历150余载，位于太湖县城西南，与宿松、望江二县毗邻，全镇总面积103平方公里，耕地面积3.7万亩，水面面积2.1万亩，属大别山东南麓丘陵区，辖10个行政村、1个居委会、231个村民小组，5.2万人。六十年代是国家工商总局206个商业联系网点之一，1999年被列为安庆市综合改革试点镇，2000年被定为安徽省中心建制镇，2003年被确立为全省重点中心镇，同年底被国家建设部等六部委命名为全国重点镇，2009年又被安徽省委、省政府列入首批扩权强镇试点镇。

## 经济文化
徐桥镇自古以来交通发达，商贸发达，素有“小上海”之称。

## 行政区划
徐桥镇下辖以下地区：
徐桥社区、前进村、桥西村、好汉村、桃铺村、创业村、南庄村、茗南村、桥东村、西平村和新丰村。